# Vivero (parroquia)
Vivero (llamada oficialmente San Pedro de Viveiro) es una parroquia española del municipio de Vivero, en la provincia de Lugo, Galicia.

## Organización territorial
La parroquia está formada por veinticuatro entidades de población, constando diecisiete de ellas en el nomenclátor del Instituto Nacional de Estadística español:

### Entidades de población
Entidades de población que forman parte de la parroquia:
- Alfeira
- Aura (Aurá)
- Barral
  - O Barral de Abaixo
  - O Barral de Arriba
- Barreira
- Cabanas (As Cabanas)
- Calvo (O Calvo)
- Igrexa (A Igrexa)
- Infanta (A Infanta)
- Lamaceda
- Lamas
- Muiños (Muíños)
- Naseiro (O Naseiro)
- Pedrouzos
- Pousadoiro (O Pousadoiro)
- Rego do Golpe
- Sobrado
- Torre (A Torre)
- Tronos
- Valdemiros (Valdemirós)

### Despoblados
Despoblados que forman parte de la parroquia:
- Florida
- Freixido
- Loureiro

## Demografía
| Gráfica de evolución demográfica de Vivero entre 2000 y 2021 |
|                                                              |
| Datos según el nomenclátor publicado por el INE.             |